# 扎尔科·帕斯帕利
扎尔科·帕斯帕利（羅馬化：Žarko Paspalj，1966年3月27日—），塞尔维亚男子篮球运动员。他曾代表南斯拉夫、南联盟参加1988年和1996年夏季奥林匹克运动会篮球比赛，获得一枚银牌。